# バフィンランド・ハスキー
バフィンランド・ハスキー（英：Baffinland Husky）は、カナダのバフィン島原産のそり引き犬種である。

## 歴史
古くからいる土着のハスキータイプの犬種で、ラブラドル半島原産のラブラドール・ハスキーというそり引き犬種とは親戚関係を持っている。
主にそりを引いて主人の貴重な交通手段として使われる他、猟犬として狩猟に繰り出されることもある。獲物は土着の生物やアザラシなどである。
20世紀以前は独自の犬種として公認されていたが、それ以降は公認が解除されている。理由は北方スレッター（そり引き犬種）はそれぞれが大きな特徴を持っていないためであるとされているが、実際にはその多くは独自の特徴を持ち、この見解は不適切であることも指摘されている。
現在も島固有の地域限定犬種で、その外の地域ではめったに飼育されない。一部の犬はアラスカなどの犬ぞりレースに出場することもある。
今日は本来の使役が廃れつつあり、保存会や愛好家などが昔ながらの方法でそりを引かせたり狩猟を行うこともあるが、働いている姿を見かける機会は少なくなってきている。

## 特徴
がっしりとした体つきのハスキー犬種である。脚は長く、マズルもやや長めである。耳は立ち耳、尾はふさふさした垂れ尾。コートはやわらかく厚いロングコートで、非常に防寒性が高い。毛色はホワイトをベースとしてブラック、レッド、グレー、タンのうちのいずれかの色がマーキングとして入ったもの。稀に白一色の正常な仔犬が生まれることもある。尚、マーキングの入り方はシベリアン・ハスキーとほぼ一緒である。体高約66cm、体重36〜39kgの大型犬で、性格は忠実で温厚、運動することと主人家族を喜ばせることが大好きである。しつけの飲み込みは普通だが、状況判断力は高い。友好的で、ペットとして迎えることも可能である。力が強く足腰は丈夫で、体力があり非常に優れた耐久力を持つ。粗食にも強い。運動量は多い。